# Leptidium filicaule
Leptidium filicaule là một loài thực vật có hoa trong họ Đậu. Loài này được (Eckl. & Zeyh.) C. Presl mô tả khoa học đầu tiên năm 1845.